# Palm Beach-Duo
Palm Beach-Duo ist eine US-amerikanische Fernsehserie, die von Stephen J. Cannell für CBS produziert wurde. Zwischen 1991 und 1999 entstanden acht Staffeln mit insgesamt 176 Episoden. Bis 1995 waren Rob Estes und Mitzi Kapture die Hauptdarsteller, diese wurden durch Chris Potter und Janet Gunn ersetzt. Zu den Gaststars der Serie gehörten unter anderem Audrey Landers, Robert Forster, Casper Van Dien und Roddy Piper. Komponist Mike Post war für die Titelmelodie für einen Emmy nominiert.

## Handlung

### 1991–1995
Von 1991 bis 1995 drehte sich die Serie um die Abenteuer der Polizeibeamten Christopher Lorenzo und Rita Lee Lance in Palm Beach. Neben den wechselnden Kriminalfällen im Milieu der High Society wurde zwischen den beiden eine romantische Beziehung aufgebaut, um einen übergreifenden Spannungsbogen zu halten. Als sich Mitzi Kapture wegen ihrer Schwangerschaft entschied, eine längere Drehpause einzulegen und Estes zu Melrose Place wechselte, entschlossen sich die Produzenten für eine Neubesetzung der Hauptrollen. 

### 1996–1999
Die nächste Staffel begann mit den neuen Darstellern Nick Kokotakis und Tyler Layton, was sich jedoch negativ auf die Einschaltquoten auswirkte. Ohne weitere Erklärung in der Handlung wurden beide kurzerhand durch Chris Potter und Janet Gunn ersetzt.